# Sidi Slimane Echcharraa
Sidi Slimane Echcharraa (àrab: سيدي سليمان الشراعة, Sīdī Slīmān ax-Xarāʿa; amazic estàndard marroquí: ⵙⵉⴷⵉ ⵙⵍⵉⵎⴰⵏ ⵛⵕⵕⴰⵄⴰ, Sidi Sliman Cṛṛaℇa) és un municipi de la província de Berkane, a la regió de L'Oriental, al Marroc. Segons el cens de 2014 tenia una població total de 30.202 persones.